# Obraz Matki Bożej Podkamieńskiej
Matka Boża Podkamieńska – obraz według wzoru słynnego wizerunku Matki Bożej Śnieżnej Salus Populi Romani z bazyliki Santa Maria Maggiore w Rzymie.

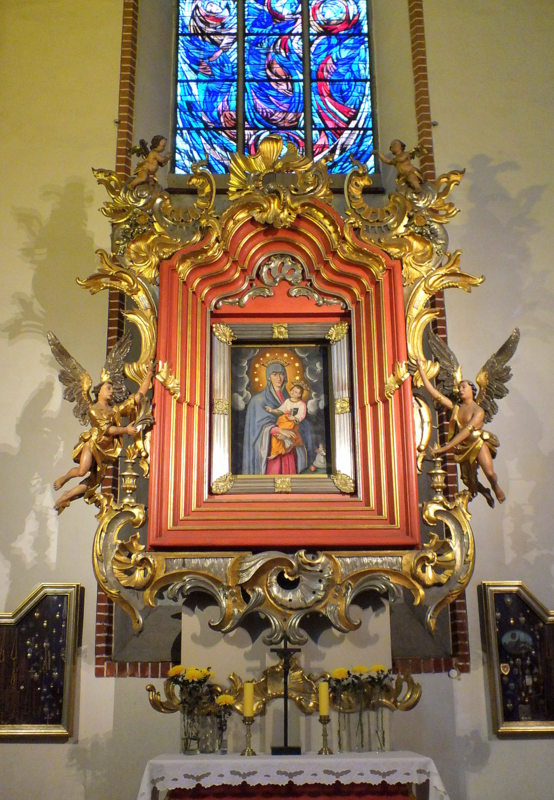

Historia obrazu łączy się z dziejami oo. dominikanów, którzy osiedlili się w Podkamieniu za czasów św. Jacka w XIII w. 15 sierpnia 1464 arcybiskup lwowski Grzegorz z Sanoka poświęcił murowany klasztor i kościół. Koronacja obrazu Matki Bożej z Podkamienia odbyła się 15 sierpnia 1727. Była to piąta na prawie papieskim koronacja na ziemiach Rzeczypospolitej. Złote korony, poświęcone przez papieża Benedykta XIII, przywiózł z Rzymu Michał Potocki. Aktu koronacji dokonał biskup łucki Stefan Bogusław Rupniewski przy udziale m.in. biskupa kamienieckiego Stanisława Józefa Hozjusza, biskupa kijowskiego Jana Samuela Ożgi.
Do obrazu Niepokalanej Dziewicy w Podkamieniu przywiązane są liczne legendy– pisał w 1866 r. warszawski „Tygodnik Illustrowany”. Lud w Podkamieniu dotychczas prawi o świetlanej pani, która w jaśniejszej od księżyca bieli, płynęła ponad miejscem wybranem przez siebie. To znowu zstępywała w orszaku anielskim na gruzy rozwalonego w czasie napadu tatarskiego kościołka, a na dowód swej bytności na ziemi, wycisnęła raz na kamieniu ślad swej stopy.
W roku 1870 złote korony zostały zrabowane (skradziono złote korony wysadzone diamentami). 15 sierpnia 1927 staraniem dominikanów obraz został powtórnie koronowany przez arcybiskupa lwowskiego Bolesława Twardowskiego.
Po II wojnie światowej uratowany ze sprofanowanego w czasie napadu UPA na Podkamień klasztoru obraz przewieziono do oo. dominikanów we Lwowie, potem do Krakowa, a w 1959 do Wrocławia, gdzie znajduje się w kościele dominikanów pw. św. Wojciecha.